# 岩橋教章
岩橋 教章（いわはし のりあき、天保6年2月5日（1835年3月3日） - 明治16年（1883年）2月4日）は、幕末・明治の地図制作者、洋画家、版画家。

## 経歴
伊勢国松坂（現在の三重県松阪市）の木下新八郎の子としてに生まれる。のちに岩橋家に入ったともされるが諸説がある。幼名は新吾、のち教章。正智とも称したとされるが、これは戒名「正智院明達教章居士」から取られた誤伝である。嘉永年間に江戸に出て、狩野洞庭（教信）に狩野派を学び、洞翠と号した。また、漢学や蘭学を鳥羽藩侍医・安藤文沢に学んだという。文久元年（1861年）軍艦操練所絵図認方として出役し、各地の測量および地図製作に従事している。更に、島霞谷から写真を学んだという。
慶応4年（1868年）旧幕府軍に加わり開陽丸で江戸を脱出、砲手頭として箱館戦争に従軍した。明治2年（1869年）2月五稜郭が開城になると謹慎を命じられたが、翌年4月禁錮御免となり、5月には静岡学校付属絵図方に任じられる。ところが同月、明治政府から兵部省出府を命じられ、海軍操練所（のちの海軍兵学校）に十三等の製図掛として出仕した。静岡では師の洞庭と再開し、後にその子重次を海軍兵学校に推薦し、洞庭を東京に迎えたという。なお、海軍兵学校の職員名簿には狩野姓が複数見られ、橋本雅邦も教章の推薦で海軍兵学校に出仕したとも言われる。
明治6年（1873年）ウィーン万国博覧会の際には博覧会御用として、4月1日に横浜から出国、5月23日ウィーンに到着する。初め石版画を学び、次いで維納府地図学校に入学し地図製作や銅版画を習得しており、修行中のスケッチが神戸市立博物館に所蔵されている。明治7年（1874年）に帰国した。その後は大蔵省紙幣寮や内務省地理寮に勤務して身につけた技術を活かすとともに、伝習生に指導をした。明治11年（1878年）には『測絵図譜』出版に功績があった。一方、麹町区永田町の自宅に銅版彫刻の会社・文会舎（社）を興して、門弟も指導している。この頃油彩画も手がけていたらしく、「いろは順 明治八年出版皇國名誉君方獨案内」の最初に「油繪 岩橋教章 永田町」と紹介されているが、教章の油彩画は関東大震災で失われてしまったとされ発見されていない。他にも『洋画見聞録』『石版伝習録』を執筆し、近藤真琴が校閲にあたっている。明治14年（1881年）の第2回内国勧業博覧会では、三区二類の審査員を務めた。地理寮奉職中、胃がんのため死去。墓所は谷中霊園。長男の岩橋章山も地図局雇となり銅版画制作も引き継いでおり、晩年には父・教章に関する文章を残している。他の弟子に堀健吉など。
現存する作品は極めて少ない。地図を書籍を除くと版画作品は1点も現存しておらず、ウィーン帰国後の絵画作品も下記の「鴨の静物」のみしか確認されていない。

## 作品
- 「箱館戦争図会」 （2冊全64図、函館市立中央図書館蔵[8]）
- 「鴨の静物」（1875年7月以前、水彩・紙、三重県立美術館蔵、款記「いわはし/のりあき」）

## 著書
- 『正智遺稿』私家版、台北刊、1911年（函館戦争日記、澳国渡航日記他）。
- 『洋画見聞録』（『日本近代思想大系17 美術』 岩波書店、1989年、所収）
- 『石版伝習録』（攻玉社蔵）